# Huntz Hall
Henry Richard "Huntz" Hall (15 de agosto de 1920-30 de enero de 1999) fue un actor radiofónico, cinematográfico y televisivo de nacionalidad estadounidense, conocido principalmente por su trabajo en películas de los "Dead End Kids", entre ellas Ángeles con caras sucias (1938), la cual abrió el camino de la franquicia cinematográfica de los "The Bowery Boys", una prolífica y muy exitosa serie de comedias de las décadas de 1940 y 1950.

## Biografía
Su verdadero nombre era Henry Richard Hall, y nació en la ciudad de Nueva York, siendo sus padres Joseph Patrick Hall, un inmigrante irlandés técnico en aire acondicionado, y Mary Ellen Mullen. El 14 de 16 hermanos, fue apodado "Huntz" a causa de su nariz de aspecto teutón.
Hall estudió en escuelas católicas y empezó a actuar en la radio a los cinco años de edad.
Como actor teatral, Huntz actuó en el circuito de Broadway en la producción estrenada en 1935 de la obra Dead End, escrita y dirigida por Sidney Kingsley. Hall fue después escogido, junto a los otros Dead End Kids para participar en el film de 1937 Dead End, dirigido por William Wyler y protagonizado por Humphrey Bogart.
Más adelante, Hall encarnó a Horace DeBussy "Sach" Jones en 48 filmes de "The Bowery Boys" films, consiguiendo el puesto principal del reparto cuando Leo Gorcey, compañero durante buena parte de la trayectoria de la serie, dejó la producción en 1956.
Hall actuó también en otras películas, entre ellas el film bélico Un paseo bajo el sol (1945), en el cual encarnaba al soldado Carraway.
En 1976 Hall poseía un Rolls-Royce gracias a sus inversiones en la industria petrolera. Sin embargo, sus planes para producir una serie cinematográfica, "The Ghetto Boys", fracasó. En 1977 interpretó al magnate cinematográfico Jesse Lasky en el film de Ken Russell Valentino y, antes de retirarse en 1994, actuó en diferentes producciones en teatros restaurantes.

## Vida personal
El hijo de Hall, Gary, se graduó en la Universidad de Yale y fue rector y sacerdote. Huntz Hall, como laico, a lo largo de su vida colaboró en actividades relacionadas con la iglesia católica. En 1973 formó parte del Consejo sobre Abuso de  Drogas de la Princesa Gracia de Mónaco, el cual dependía de la Oficina Católica de Educación sobre Drogas.
Huntz Hall falleció a causa de una insuficiencia cardiaca el 30 de enero de 1999 en North Hollywood, en Los Ángeles, California. Tenía 79 años de edad. Fue enterrado en la Iglesia Episcopal All Saints de Pasadena (California).